# Ventre di tonno
La ventre di tonno è un piatto ligure tradizionale, inserito nell'elenco dei prodotti agroalimentari tradizionali italiani.

## Caratteristiche
Viene definito "ventre" lo stomaco del tonno rosso, che viene essiccato. È un prodotto di tonnara, utilizzato anche nella cucina trapanese.